# Sérgio Mendes
Sérgio Santos Mendes (Niterói, 11 februari 1941 – Los Angeles, 5 september 2024) was een Braziliaans muzikant.

## Biografie

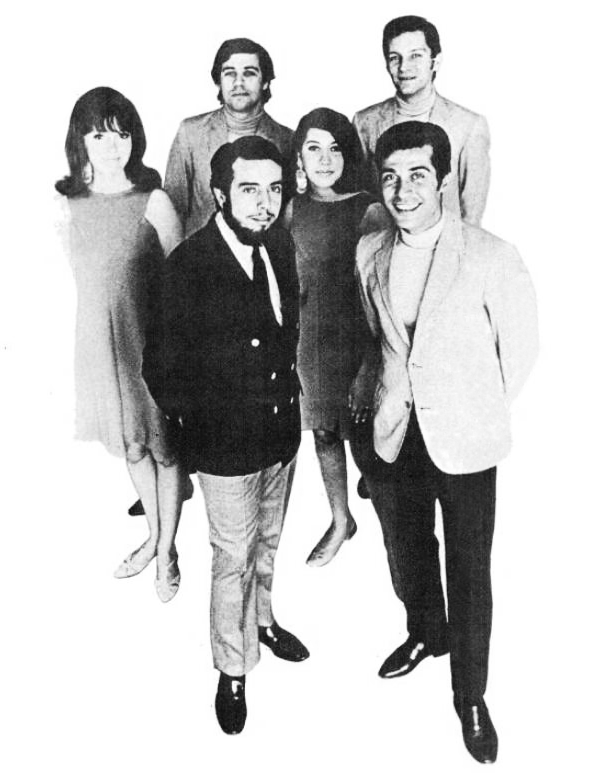
Sergio Mendes & Brasil '66

Mendes was een veelbelovend klassiek pianist, maar raakte geïnteresseerd in jazz. Hij begon eind jaren 50 te spelen in nachtclubs tijdens de opkomst van de bossanova. Mendes speelde met Antônio Carlos Jobim, die tevens als zijn mentor wordt gezien, en vele andere jazzmuzikanten door heel Brazilië. Mendes vormde de groep Sexteto Bossa Rio en nam in 1961 het album Dans Moderno op. Hij begon te toeren door Europa en de Verenigde Staten, Mendes nam albums op met Cannonball Adderley en Herbie Mann en speelde in de Carnegie Hall.
Mendes ging omstreeks 1964 in de Verenigde Staten wonen en nam twee albums op met de groep Brazil '65. Toen de verkoop van het nieuwe album tegenviel, verving hij de Braziliaanse zangeres Wanda da Sah door de talentvolle Lani Hall. Daarmee nam hij het album Sergio Mendes and Brasil '66 op. Het album werd platina, vooral dankzij het succes van Mas Que Nada. Na deze baanbrekende plaat ging Mendes meer commerciële nummers maken. Zo coverde hij het beroemde nummer van Burt Bacharach en Hal David The Look of Love, dat meteen in de top 10 stond. Daarna volgden covers van The Fool on the Hill (The Beatles) en Scarborough Fair (Simon & Garfunkel). Ook deze werden grote hits. Het succes maakte hem tot een van de grootste Braziliaanse sterren van zijn tijd. Hij trad onder meer op in het Witte Huis voor de Amerikaanse presidenten Lyndon B. Johnson en Richard Nixon.
De carrière van Mendes was over zijn hoogtepunt in de jaren zeventig, maar hij bleef zeer populair in Zuid-Amerika en Japan. Hij bleef Braziliaanse muziek ontwikkelen, met onder anderen Stevie Wonder, die de R&B-hit The Real Thing schreef. In de jaren tachtig maakte hij weer succesvolle platen. Zo had hij in 1983 een grote hit met Never Gonna Let You Go. Maar zijn echte succes kwam pas met zijn album Brasileiro in 1992. Daarmee won hij een Grammy Award. In de jaren negentig ging hij albums maken zoals hij in het begin met Brasil '66 maakte.
In 2006 sloeg Sergio Mendes weer de oude weg in met het album Timeless. Met Stevie Wonder, Will.i.am, Black Eyed Peas en vele andere sterren bracht hij oude nummers uit in een nieuw jasje. Op 1 juni 2010 werd Bom Tempo, het 37ste studioalbum van Mendes, uitgebracht door Concord Records.
Mendes overleed op 5 september 2024 op 83-jarige leeftijd. In het laatste jaar van zijn leven had hij te maken met afnemende gezondheid ten gevolge van long covid.

## Discografie
- Dance moderno, 1961, LP/cd
- Quiet nights, 1963, LP

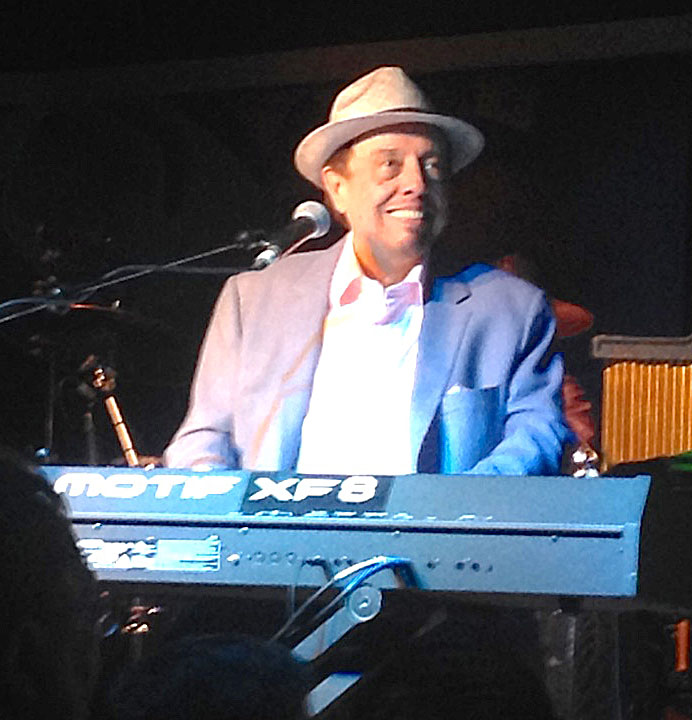
Sérgio Mendes in 2016

- Você ainda não ouviu nada. Sergio Mendes & Bossa Rio, 1963, LP/cd
- The swinger from Rio, 1964, LP/cd
- Bossa Nova York. Sergio Mendes Trio, 1964, LP/cd
- Cannonbal's bossa nova with Bossa Rio, 1964, LP/cd
- In person at El Matador-Sergio Mendes & Brasil '65, 1964, LP/cd
- Brasil '65. Wanda de Sah featuring The Sergio Mendes Trio, 1965, LP/cd
- The great arrival, 1966, LP/cd
- Herb Alpert presents Sergio Mendes & Brazil '66, 1966, LP/cd
- Equinox - Sergio Mendes & Brasil '66, 1967, LP/cd
- The Beat of Brazil, 1967, LP/cd
- Sergio Mendes favorite things, 1968, LP/cd
- Look around - Sergio Mendes & Brasil '66, 1968, LP/cd
- The fool on the hill-Sergio Mendes & Brasil '66, 1968, LP/cd
- Crystal illusions - Sergio Mendes & Brasil '66, 1969, LP/cd
- Ye-me-lê. Sergio Mendes & Brasil '66, 1970, LP/cd
- Live at Expo' 70. Sergio Mendes & Brasil '66, 1970, LP/cd
- Stillness - Sergio Mendes & Brasil '66, 1971, LP/cd
- País tropical - Sergio Mendes & Brasil '77, 1971, LP/cd
- Primal Roots (AKA Raizes) - Sergio Mendes & Brasil '77, 1972, LP/cd
- Love music - Sergio Mendes & Brasil '77, 1973, LP/cd
- In concert - Sergio Mendes & Brasil' 77, 1973, LP
- Vintage 74 - Sergio Mendes & Brasil' 77, 1974, LP/cd
- Sergio Mendes, 1975, LP/cd
- Homecooking - Sergio Mendes & Brasil '77, 1976, LP/cd
- Sergio Mendes & and the New Brasil '77, 1977, LP/cd
- Brasil '88, 1978, LP/cd
- Pelé - (Original Soundtrack), 1978, LP/cd
- Magic Lady, 1979, LP/cd
- Horizonte aberto, 1979, LP/cd
- Alegria, 1980, LP
- Sergio Mendes, 1983, LP/cd
- Confetti, 1984, LP/cd
- Brasil '86, 1986, LP/cd
- Arara, 1989, LP/cd
- Brasileiro, 1992, cd
- Oceano, 1996, cd
- Timeless, 2006, cd
- Encanto, 2008, cd
- Bom Tempo, 2010, cd

## Hitlijsten

### Albums
| Album met eventuele hitnotering(en) in de Nederlandse Album Top 100 | Datum van verschijnen | Datum van binnenkomst | Hoogste positie | Aantal weken | Opmerkingen |
| ------------------------------------------------------------------- | --------------------- | --------------------- | --------------- | ------------ | ----------- |
| Timeless                                                            | 2006                  | 25-03-2006            | 5               | 21           |             |
| Encanto                                                             | 2008                  | 26-04-2008            | 48              | 7            |             |

| Album met hitnotering(en) in de Vlaamse Ultratop 200 albums | Datum van verschijnen | Datum van binnenkomst | Hoogste positie | Aantal weken | Opmerkingen |
| ----------------------------------------------------------- | --------------------- | --------------------- | --------------- | ------------ | ----------- |
| Timeless                                                    | 2006                  | 25-03-2006            | 17              | 21           |             |

### Singles
| Single met eventuele hitnotering(en) in de Nederlandse Top 40 | Datum van verschijnen | Datum van binnenkomst | Hoogste positie | Aantal weken | Opmerkingen                                                    |
| ------------------------------------------------------------- | --------------------- | --------------------- | --------------- | ------------ | -------------------------------------------------------------- |
| Scarborough fair                                              | 1969                  | 11-01-1969            | tip             | -            | met Brazil '66                                                 |
| Love me tomorrow                                              | 1977                  | 07-05-1977            | tip13           | -            | met New Brazil '77                                             |
| Never gonna let you go                                        | 1983                  | 13-08-1983            | 16              | 5            | met Joe Pizzulo & Leza Miller / Nr. 26 in de Single Top 100    |
| Mas que nada                                                  | 2006                  | 01-07-2006            | 1(2wk)          | 20           | met Black Eyed Peas / Alarmschijf / Nr. 2 in de Single Top 100 |
| Funky bahia                                                   | 2008                  | -                     |                 |              | met Will.i.am & Siedah Garrett / Nr. 93 in de Single Top 100   |

| Single met hitnotering(en) in de Vlaamse Ultratop 50 | Datum van verschijnen | Datum van binnenkomst | Hoogste positie | Aantal weken | Opmerkingen         |
| ---------------------------------------------------- | --------------------- | --------------------- | --------------- | ------------ | ------------------- |
| Mas que nada                                         | 2006                  | 24-06-2006            | 7               | 18           | met Black Eyed Peas |

### NPO Radio 2 Top 2000
| Nummer met noteringen in de NPO Radio 2 Top 2000 | '00  | '01-'05 | '06  |
| ------------------------------------------------ | ---- | ------- | ---- |
| Mas que nada                                     | 1389 | -       | 1832 |

1. ↑  Een '-' betekent dat het nummer niet was genoteerd en een vetgedrukt getal geeft de hoogste notering aan.
2. ↑  2000 was het eerste jaar met een notering voor dit nummer.
3. ↑  Deze tabel is bijgewerkt tot en met de laatste editie (2024).